# Forsstroemia tripinnata
Forsstroemia tripinnata là một loài Rêu trong họ Leucodontaceae. Loài này được (Dixon) Nog. mô tả khoa học đầu tiên năm 1980.